# (30018) Loemele
(30018) Loemele est un astéroïde de la ceinture principale d'astéroïdes découvert en 2000.

## Description
(30018) Loemele a été découvert le 14 février 2000 à l'observatoire royal de Belgique, situé à Uccle (Belgique), par Thierry Pauwels.

### Caractéristiques orbitales
L'orbite de cet astéroïde est caractérisée par un demi-grand axe de 2,47 ua, un périhélie de 1,88 ua, une excentricité de 0,24 et une inclinaison de 8,68° par rapport à l'écliptique. Du fait de ces caractéristiques, à savoir un demi-grand axe compris entre 2 et 3,2 ua et un périhélie supérieur à 1,666 ua, il est classé, selon la JPL Small-Body Database, comme objet de la ceinture principale d'astéroïdes.

### Caractéristiques physiques
(30018) Loemele a une magnitude absolue (H) de 14,8 et un albédo estimé à 0,116.

## Étymologie
Cet astéroïde est nommé en référence à la ville de Lommel.